# Ugo I del Maine
Ugo, in francese Hugues I (890 circa – 950 circa), fu il secondo conte del Maine della famiglia degli Ugonidi o seconda casa del Maine, dal 900 circa alla sua morte.

## Origine
Figlio primogenito e unico figlio maschio del conte del Maine, Ruggero I, secondo Flodoardo (Hugoni filio Rotberti) e di Rotilde (871 – 929), figlia del re dei Franchi occidentali, Carlo il Calvo e di Richilde delle Ardenne (circa 845-910), figlia del conte Bivin di Vienne (822-877) e della moglie che era la figlia di Bosone di Arles. Secondo la Revue historique et archéologique du Maine, tome 63, Catalogue des actes des évêques du Mans jusqu'à la fin du XIII siècle, la paternità di Ugo è confermata da un documento redatto da Ugo il Grande il 3 maggio 929.
La famiglia del padre, Ruggero I non ci è nota; si suppone che discendesse dai primi robertingi che avevano feudi in Neustria. Secondo il Siège de Paris par les Normands, poème d´Abbon, Ruggero era nipote di Ugo conte di Bourges.

## Biografia
Alla morte di suo padre, Ruggero I, nel 900 circa, il nuovo re di Francia carolingio, Carlo il Semplice, gli assegnò la contea del Maine, e in data 1º novembre 900, fu redatto il documento n° XXII dei Diplomata Caroli Simplicis che cita Ugo I come conte del Maine. I suoi primi anni di governo furono sotto la tutela e la reggenza della madre, che nel Diplomata Caroli Simplicis su citato la contea viene assegnata ad Ugo ed alla madre, Rotilde.
Il precedente conte, Goslino II del Maine e la famiglia dei Rorgonidi, continuarono a battersi contro Ugo, sino a che fu raggiunto un accordo matrimoniale: Ugo I sposò una figlia di Goslino II, mettendo fine ad un periodo di circa vent'anni di lotte tra le due famiglie, dei Rorgonidi e degli Ugonidi, che manterranno la sovranità sul Maine per oltre centocinquant'anni.
Nel 914 circa, come è indicato nelle Europäische Stammtafeln, vol II cap. 10 (non consultate), sua sorella, Giuditta, come viene confermato dal cronista, Flodoardo, nelle sue cronache degli anni 922 e 929, sposò Ugo il Grande (circa 898 – 16 giugno 956) futuro Marchese di Neustria demarcus, conte d'Orleans, conte di Parigi e duca dei Franchi, figlio del marchese demarcus di Neustria, il robertingio, Roberto.
Dopo che Ugo aveva raggiunto la maggior età, sua madre, Rotilde, vedova già da alcuni anni, si era ritirata nell'abbazia di Chelles, dove era divenuta badessa; ma secondo il cronista Flodoardo, il beneficio dell'abbazia le fu sottratto, nel 922, da suo nipote, il re di Francia Carlo il Semplice, per darla ad un certo Haganon. A seguito di questo avvenimento Ugo lasciata la stretta alleanza col re si avvicinò al partito dei Robertingi, e aderì alla rivolta che portò il marchese demarcus di Neustria, Roberto, sul trono di Francia, in quello stesso anno.
Alla morte di Roberto I, nel 923, sul trono di Francia si sedette Rodolfo di Borgogna che riconobbe al figlio di Roberto, Ugo il Grande, il titolo di marchese di Neustria con sovranità anche sul Maine, e, l'anno successivo (924), secondo Flodoardo confermò a Ugo I del Maine il titolo di conte del Maine (Hugoni filio Rotberti Cinomannis dedit).
Ugo I, alla corte di Ugo il Grande ebbe sempre un ruolo di primo piano, come dimostra il documento su citato del 929 e, durante il suo periodo di governo, riuscì a rendersi praticamente indipendente da Ugo il Grande, marchese di Neustria e duca dei Franchi, come si può dedurre dal documento nº 549 del Cartulaire de l'abbaye de Saint-Cyprien de Poitiers, Archives historiques du Poitou Tome III, che Ugo (Hugoni comitis) controfirmò assieme al conte di Poitiers, Guglielmo Testa di Stoppa, al figlio (item Hugoni) ed insieme ad altri nobili, nel primo anno di regno di Luigi IV di Francia, tra il 936 ed il 937.
La data esatta della morte di Ugo I non si conosce; morì verso il 950 e gli successe il figlio, Ugo. Il conte del Maine (Hugonis comiti Cenomannorum) controfirmò il documento n° LXXIII, del Cartulaire de l'abbaye de Saint-Père de Chartres, Tome I, datato 25 giugno 954, ma non essendo specificato, né l'ordinale, né la paternità, Ugo potrebbe essere sia Ugo I che il figlio, Ugo.

## Matrimonio e discendenza
Ugo I aveva sposato una figlia di Goslino II del Maine, della famiglia dei Rorgonidi.
Ugo I dalla moglie ebbe due (o tre) figli:
- Ugo († 992), che controfirmò (item Hugoni)[15] assieme al padre (Hugoni comitis), al conte di Poitiers, Guglielmo Testa di Stoppa, e ad altri nobili, nel primo anno di regno di Luigi IV di Francia, tra il 936 ed il 937 il documento nº 549 del Cartulaire de l'abbaye de Saint-Cyprien de Poitiers, Archives historiques du Poitou Tome III[13]. Fu conte del Maine, molto probabilmente già, nel 954[14].
- Goslino
- Hervé (non certo), conte di Mortagne.

### Fonti primarie
- (LA)  Monumenta Germanica Historica, tomus III.
- (LA)  Recueil des historiens des Gaules et de la France. Tome 9.
- (LA)  Cartulaire de l'abbaye de Saint-Cyprien de Poitiers, Archives historiques du Poitou Tome III.
- (LA)  Cartulaire de l'abbaye de Saint-Père de Chartres Tome I.

### Letteratura storiografica
- René Poupardin, I regni carolingi (840-918), cap. XIX, vol. II (L'espansione islamica e la nascita dell'Europa feudale) della Storia del Mondo Medievale, 1999, pp. 582–634.
- Louis Halphen, Francia: gli ultimi Carolingi e l'ascesa di Ugo Capeto (888-987), cap. XX, vol. II (L'espansione islamica e la nascita dell'Europa feudale) della Storia del Mondo Medievale, 1999, pp. 636–661.
- (FR)  Siège de Paris par les Normands, poème d´Abbon.
- (FR) Revue historique et archéologique du Maine, tome 63, su archive.org.